# قشلاق حاج علی قلی ایاز
قشلاق حاج علی قلی ایاز یک منطقهٔ مسکونی در ایران است که در بخش اسلام‌آباد واقع شده‌است. قشلاق حاج علی قلی ایاز ۳۵ نفر جمعیت دارد.